# مارمیرولو
مارمیرولو (به ایتالیایی: Marmirolo) یک کومونه در ایتالیا است که در استان منتووا واقع شده‌است.

## خصوصیات
مارمیرولو ۴۲٫۲ کیلومترمربع مساحت و ۷٬۷۳۴ نفر جمعیت دارد و ۲۹ متر بالاتر از سطح دریا واقع شده‌است.

## خواهرخوانده
شهر ماسا لومباردا خواهرخواندهٔ مارمیرولو هست.